# Pinto Barros
Pinto Barros (ur. 4 maja 1973 w Sofali) – mozambicki piłkarz grający na pozycji obrońcy.

## Kariera klubowa
W swojej karierze piłkarskiej Barros grał w klubach Ferroviário Maputo i AmaZulu FC.

## Kariera reprezentacyjna
W reprezentacji Mozambiku Barros zadebiutował 20 kwietnia 1994 roku w wygranym 1:0 towarzyskim meczu ze Suazi. W 1996 roku został powołany do kadry na Puchar Narodów Afryki 1996. Rozegrał na nim dwa mecze: z Tunezją (1:1) i z Wybrzeżem Kości Słoniowej (0:1).
W 1998 roku Barros był w kadrze Mozambiku na Puchar Narodów Afryki 1998. Rozegrał na nim trzy mecze: z Egiptem (0:2), z Marokiem (0:3) i z Zambią (1:3). W kadrze narodowej grał do 1999 roku. Rozegrał w niej 51 meczów i strzelił 2 gole.